# Élections municipales finlandaises de 2012
Les élections municipales finlandaises de 2012 ont lieu le 28 octobre 2012 et désignent les conseillers municipaux élus pour 5 ans.

## Résultats
| Inscrits                            | Inscrits                 | Inscrits                 | 4 303 064 |             |                        |                        |
| Abstentions                         | Abstentions              | Abstentions              | 1 795 819 | 41,73 %     |                        |                        |
| Votants                             | Votants                  | Votants                  | 2 507 245 | 58,27 %     |                        |                        |
|                                     |                          |                          |           |             |                        |                        |
| Bulletins enregistrés               | Bulletins enregistrés    | Bulletins enregistrés    | 2 507 245 |             |                        |                        |
| Bulletins blancs ou nuls            | Bulletins blancs ou nuls | Bulletins blancs ou nuls | 13 724    | 0,55 %      |                        |                        |
| Suffrages exprimés                  | Suffrages exprimés       | Suffrages exprimés       | 2 493 521 | 99,45 %     | 9489 sièges à pourvoir | 9489 sièges à pourvoir |
|                                     |                          |                          |           |             |                        |                        |
| Liste                               | Tête de liste            |                          | Suffrages | Pourcentage | Sièges acquis          | Var.                   |
| Parti de la coalition nationale     | -                        |                          | 545 889   | 21,89 %     | 1 735 / 9 489          | -286                   |
| Parti social-démocrate              | -                        |                          | 487 924   | 19,57 %     | 1 729 / 9 489          | -337                   |
| Parti du centre                     | -                        |                          | 465 166   | 18,65 %     | 3 077 / 9 489          | -440                   |
| Vrais Finlandais                    | -                        |                          | 307 797   | 12,34 %     | 1 195 / 9 489          | +752                   |
| Ligue verte                         | -                        |                          | 213 100   | 8,55 %      | 323 / 9 489            | -47                    |
| Alliance de gauche                  | -                        |                          | 199 165   | 7,99 %      | 640 / 9 489            | -193                   |
| Parti populaire suédois de Finlande | -                        |                          | 117 865   | 4,73 %      | 480 / 9 489            | -30                    |
| Chrétiens-démocrates                | -                        |                          | 93 257    | 3,74 %      | 300 / 9 489            | -51                    |
| Parti communiste de Finlande        | -                        |                          | 11 174    | 0,45 %      | 9 / 9 489              | =                      |
| Parti pirate                        | -                        |                          | 5 986     | 0,24 %      | 0 / 9 489              | n/a                    |
| Parti de l'Indépendance             | -                        |                          | 1 303     | 0,05 %      | 0 / 9 489              | -2                     |
| Changement 2011                     | -                        |                          | 1 258     | 0,05 %      | 1 / 9 489              | +1                     |
| Autres listes                       | Néant                    |                          | 43 637    | 1,75 %      | 0 / 9 489              |                        |

## Analyses
La presse francophone a mis l'accent sur l'évolution du parti des Vrais Finlandais. Alors que rtbf.be voit le parti comme « l'autre gagnant » de ces élections en raison de sa progression de sept point par rapport aux municipales de 2008, il rappelle néanmoins que cela représente une baisse au regard des 19,1 % obtenus aux législatives de 2011. Le site euronews.com évoque lui une perte de dynamique pour le parti, alors que Le Monde préfère titrer « Les populistes confirment leur ancrage en Finlande ».